# Kinga av Polen
Kinga av Polen, ursprungligen Kunigunda av Ungern, född 1224 Esztergom (Ungern), död 24 juli 1292, är ett romersk-katolskt helgon. Hon var hertiginna av Polen som gift med hertig Boleslav V av Polen. 
Kunigunda var dotter till kung Bela IV av Ungern. År 1239 gifte hon sig med Boleslav V. Då denne avlidit 1279 blev Kunigunda nunna i det av henne stiftade klostret Sandecz. 
Hon saligförklarades 1690 och heligförklarades 1999. Hennes påminnelsedag är 24 juli.